# Квенья

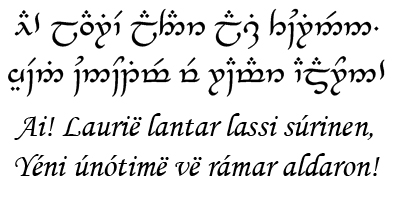
Ах! Словно золото падают листья на ветру, длинные годы бесчисленны, как крылья деревьев!
Первые строки плача «Namárië», записанные на тенгвар и латинице.

Кве́нья (Quenya) — искусственный язык, разработанный Дж. Р. Р. Толкином. В легендариуме представляет собой один из эльфийских языков — речь нолдор и ваньяр.
Слово «квенья» переводится как «наречие, язык» или, в противоположность другим языкам, «эльфийское наречие, эльфийский язык».

## Внешняя история
Работать над этим языком Толкин начал в 1915 году. Основой для построения этого языка послужил финский; кроме того, Толкин частично позаимствовал фонетику и орфографию из латыни и греческого языка. Название «квенья», возможно, навеяно названием близкого к финскому языка квенов, распространённого в исторической области Квенландия (Каянская земля) в северной Скандинавии.
Толкин уделил много внимания построению языка. Грамматика квенья была пересмотрена четыре раза — до тех пор, пока не приобрела свою окончательную форму. Лексическая составляющая, в то же время, оставалась относительно устойчивой в течение всего процесса создания.
Одновременно с разработкой языка квенья Толкин описывал народ, говоривший на этом языке, — Эльдар, или эльфов, а также их историю, землю и мир, в котором они могли бы на нём разговаривать (Средиземье). Изобретение языка повлияло на создание трилогии «Властелин колец», которая стала классикой жанра фэнтези.
Во времена, описываемые во «Властелине колец», квенья вышел из повседневного употребления и занял в культуре Средиземья примерно то же место, что и латынь в средневековой европейской культуре. Не случайно сам Толкин часто называл квенья «эльфийской латынью». Основным же языком общения эльфов стал синдарин.
В обоих эльфийских языках две системы письменности — рунический кирт и тенгвар. Для транслитерации текстов на квенья и синдарине часто используется латинский алфавит. Например: «Sin macil Elessarwa» — «Это меч Элессара (Арагорна)».
На квенья существует несколько журналов. Также в Великобритании и США защищено несколько диссертаций по грамматике этого языка.
В 2004 году, после выхода на экраны последней серии кинофильма «Властелин колец», интерес к эльфийским языкам значительно возрос. Так, в Великобритании в мужской школе Бирмингема «Тервес-Грин» (англ. «Turves Green Boys» Technology College in Birmingham) впервые в мире школьникам начали официально преподавать эльфийский язык.
Большинство знающих эльфийские языки являются поклонниками произведений Толкина — толкинистами; точное же количество их не поддаётся уточнению.

## Внутренняя история

### Древний квенья
Квенья в своей старой форме, записанной сарати Румила, был известен под названием старый, или древний квенья (Yára-Quenya). Он представлял собой язык, развившийся из общего эльфийского — языка Эльдар.
Помимо эльфов, квенья использовался Валар. Известно, что эльфы заимствовали в квенья часть слов из валарина. Это более заметно в диалекте ваньяр, нежели нолдор.

### Пармаквеста и тарквеста
В повседневной речи эльфов Валинора использовалась т. н. тарквеста (Tarquesta), а в науке и при проведении различных церемоний — пармаквеста (Parmaquesta). При этом нолдор и ваньяр говорили на двух схожих диалектах тарквесты — нолдорин и ваньярин.

### Ваньярин
Диалект квенья, на котором говорили ваньяр, испытал более сильное влияние валарина, чем нолдорин, что подтверждается большим числом заимствований. Сам квенья на этом диалекте назывался «квендья» (Quendya).

### Тэлерин
Тэлери, прибывшие в Эльдамар, говорили на языке, схожем с квенья, поэтому некоторые эльфы считали телерин одним из его диалектов. Сами же тэлери не поддерживали данную точку зрения.

### Квенья Изгнанников
Язык тех нолдор, которые вернулись в Белерианд, возник после запрета Тингола и принятии нолдор в качестве основного языка для общения с другими эльфами синдарина. Квенья Изгнанников несколько отличается от квенья Амана благодаря заимствованию некоторых синдаринских слов. Различия наблюдались также и в произношении отдельных звуков.

### Использование квенья другими народами
Квенья использовался в Нуменоре, а также в Гондоре и Арноре. В Третью эпоху за квенья сохранялся тот же статус, что и за латинским языком в Европе.

## Письменность
Для своих языков Толкин разработал несколько видов письменности, наиболее известной из которых является тенгвар. Феанора, а первой разработанной — сарати Румила.

## Фонетика и фонология
Произношение звуков квенья и сведения о поздней фонологии языка описаны Толкином в приложении романа «Властелин колец» и очерке «Outline of Phonology», опубликованном в журнале «Parma Eldalamberon». При создании языка Толкин старался приблизить фонологию к латинской.

### Согласные звуки
Согласные в квенья, по большей части, соответствуют общим индоевропейским, за исключением, главным образом, свистящих и шипящих: отсутствуют звуки [t͡ʃ], [d͡ʒ]; вместо [ʃ] и [ʒ] — глухой палатальный спирант [ç], который Толкин обозначал как hy (например, hyarmen [ˈçarmen] «юг»). Звук [h] иногда произносится как аспирированный. Отсутствуют звуки [θ] и [ð], в отличие от синдарина. Глухой [θ] использовался на раннем этапе развития языка, но слился с [s] незадолго до мятежа Нолдор (PM:331-333). Звонкие взрывные [b], [d] и [g] встречаются только в сочетаниях mb, nd/ld/rd и ng. В некоторых разновидностях квенья употреблялось сочетание lb вместо lv.
Слова в квенья, как правило, не начинаются с сочетаний согласных, кроме qu [kʷ], ty [c], ny [ɲ] и nw [nʷ], и не заканчиваются ими. Обычно слова оканчиваются на один из этих согласных: t, s, n, l, r или, чаще, на гласный. В середине слов между гласными может встречаться довольно ограниченное число сочетаний согласных: cc, ht, hty, lc, ld, ll, lm, lp, lqu, lt, lv, lw, ly, mb, mm, mn, mp, my, nc, nd, ng, ngw, nn, nqu, nt, nty, nw, ny, ps, pt, qu, rc, rd, rm, rn, rqu, rr, rt, rty, rs, rw, ry, sc, squ, ss [sː], st, sty, sw, ts, tt, tw, ty, x [ks]. Некоторые другие комбинации могут возникать в составных словах. Фонология Квенья довольно ограничена, что придаёт языку чётко определённый стиль.
В Квенья буква c всегда произносится как [k]. Толкин использует в разных текстах как c, так и k. Использование c было вызвано желанием приблизить написание к латинскому.
|               |                 | Лабиальные | Лабиальные | Дентальные | Альвеовелярные | Палатальные | Велярные | Велярные | Глоттальные |
| Билабиальные  | Лабиодентальные | Гладкие    | Гладкие    | Дентальные | Лабиальные     | Палатальные |          |          | Глоттальные |
| ------------- | --------------- | ---------- | ---------- | ---------- | -------------- | ----------- | -------- | -------- | ----------- |
| Окклюзивные   | звонкие         | b          |            | d          |                |             | ɡ        | ɡʷ       |             |
| Окклюзивные   | глухие          | p          |            | t          |                |             | k        | kʷ       |             |
| Фрикативные   | звонкие         |            | v          |            |                |             |          |          |             |
| Фрикативные   | глухие          |            | f          | (θ)        | s              | ç           | x        |          | h           |
| Назальные     | Назальные       | m          |            |            | n              |             | ŋ        |          |             |
| Сонорные      | Сонорные        |            |            |            | l, r           |             |          |          |             |
| Аппроксиманты | Аппроксиманты   |            | w          |            |                | j           |          |          |             |

### Гласные звуки
В квенья имеется пять гласных: a, e, i, o, u, которые могут быть краткими и долгими. Долгота гласного на письме обозначается при помощи знака акута: á, é, í, ó, ú (в тенгвар обозначается долгим андайтом). Гласный a — наиболее часто встречающийся. По тембру гласных квенья скорее напоминает латынь, чем английский язык. Чтобы сделать произношение более понятным для читателей, привыкших к английской орфографии, Толкин иногда ставил знак трема над некоторыми гласными. Например, он писал Manwë вместо Manwe, чтобы показать, что конечный e не является немым, или Eärendil, показывая, что гласные e и a произносятся раздельно, а не сливаются, как в английском ear. Трема в этом случае не несёт никакой смысловой нагрузки и может быть опущена.
В квенья имеются дифтонги: ai, au, oi, ui, eu, iu. В нескольких словах встречается дифтонг ei, но его статус не ясен. Вероятно, тем не менее, что он передаёт звукосочетание [эй].

## Грамматика
Падежи квенья:
- номинатив (именительный);
- генитив (родительный);
- посессив (притяжательный);
- датив (дательный);
- аккузатив (винительный);
- локатив (местный);
- аллатив (входно-местный);
- аблатив (исходно-местный);
- инструментатив (творительный);
- «эльфинитив», «загадочный падеж» — по всей видимости, является разновидностью местного падежа абстрактного вида, наподобие fëas «в душе».

Числа.
- Единственное число (Singular number) — обозначает один предмет.
- Двойственное число (Dual number) — обозначает неразделимую пару предметов, например «руки». Ещё один характерный пример — в квенья про лучших друзей говорят meldu, то есть «пара друзей». Это показывает, насколько они близки.
- Множественное число (Plural number) — обозначает несколько предметов.
- Собирательное число (Multiplex number) — обозначает неразделимую группу предметов, например, «народ», либо определённую группу предметов, если используется с определённым артиклем.

Примеры подобных чисел в русском и английском языках.
- Единственное — «человек; цветок»; person.
- Двойственное — «рукава; очи»; sleeves.
- Множественное — «люди; цветки» (но не «цветы»); ~persons.
- Собирательное — «народ; цветы» (но не «цветки»); people.

### Существительное
Существительные в квенья, в целом, делятся на три склонения, но имеется очень много исключений, связанных с этимологией слов.

#### Первое склонение
К первому склонению принадлежат существительные, заканчивающиеся на согласный, например, «король» и «дом».
| Падеж              | Ед. ч.   | Дв. ч.   | Мн. ч.    | Соб. ч.     |
| ------------------ | -------- | -------- | --------- | ----------- |
| Именительный       | aran     | aranu    | arani     | araneli     |
| Родительный        | arano    | aranuo   | aranion   | aranelion   |
| Притяжательный     | aranwa   | aranuva  | araníva   | aranelíva   |
| Дательный          | aranen   | aranuen  | aranin    | aranelin    |
| Винительный        | aran     | aranu    | araní     | aranelí     |
| Местный            | aranessë | aranussë | aranissen | aranelissen |
| Аллатив            | aranenna | aranunna | araninnar | aranelinnar |
| Аблатив            | aranello | aranullo | aranillor | aranelillon |
| Творительный       | arannen  | aranunen | araninen  | aranelínen  |
| Абстрактно-местный | aranes   | aranus   | aranis    | aranelis    |

| Падеж              | Ед. ч.   | Дв. ч.   | Мн. ч.    | Соб. ч.     |
| ------------------ | -------- | -------- | --------- | ----------- |
| Именительный       | már      | mardu    | mardi     | mardeli     |
| Родительный        | mardo    | marduo   | mardion   | mardelion   |
| Притяжательный     | marwa    | marduva  | mardiva   | mardelíva   |
| Дательный          | marden   | marduen  | mardin    | mardelin    |
| Винительный        | mar      | mardu    | mardí     | mardelí     |
| Местный            | mardessë | mardussë | mardissen | mardelissen |
| Аллатив            | mardenna | mardunna | mardinnar | mardelinnar |
| Аблатив            | mardello | mardullo | mardillor | mardelillon |
| Творительный       | mardenen | mardunen | mardinen  | mardelínen  |
| Абстрактно-местный | mardes   | mardus   | mardis    | mardelis    |

### Глагол
В квенья нолдор-изгнанников есть два спряжения глаголов: первичные (оканчивающиеся в основе на согласный) и производные (оканчивающиеся в основе на гласный), а также большое количество глаголов-«исключений», понять спряжение которых можно, только обратившись к их этимологии, или просто запомнить.